# Balatonfüredi KSE
Balatonfüredi Kézilabda Sport Egyesület (deutsch Handball-Sportverein Balatonfüred) ist ein ungarischer Handballverein aus Balatonfüred.

## Geschichte
Der Verein wurde im Jahr 1990 gegründet. In der Saison 1992/93 nahm die Männermannschaft an der dritten ungarischen Liga teil, konnte die Klasse aber nicht halten. Mit einem zweiten Platz in der folgenden Saison kehrte sie in die NBII zurück. Nach einem zweiten Rang in der Spielzeit 1994/95 gelang ein Jahr darauf die Meisterschaft und der Aufstieg in die zweite ungarische Liga (NBI/B). Nach elf Jahren gelang Balatonfüred in der Saison 2006/07 der Aufstieg in die NBI. Im ersten Jahr belegte man den 10. Platz, seither kam man immer unter die ersten sieben Mannschaften. 2012, 2014 und 2022 wurde man Dritter. In der Saison 2016/17 stellte Balatonfüredi KSE mit Mátyás Győri den Torschützenkönig der NB1.
Im ungarischen Pokal erreichte die Mannschaft in der Saison 2009/10 den dritten Platz und durfte in der folgenden Saison erstmals im Europapokal, Europapokal der Pokalsieger, antreten, in dem sie im Achtelfinale ausschied. Anschließend nahm sie mehrfach am EHF-Pokal teil, in dem zweimal die Gruppenphase erreicht wurde. Dort traf BKSE im EHF-Pokal 2013/14 auf die MT Melsungen und im EHF-Pokal 2018/19 auf die Füchse Berlin. Alle vier Begegnungen mit deutschen Teams gingen verloren.

## Bisherige Namen
- 1990–1995 Balatonfüredi SC
- 1995–1996 PEVA Balatonfüredi SC
- 1996–2002 Balatonfüredi SC
- 2002–2007 Balatoni KC
- 2007–2009 Balatonfüredi SC
- seit 2009 Balatonfüredi KSE

## Bisherige Trainer
- 1992–1993 István Salamon
- 1993–1997 János Nagy
- 1997–1998 Tamás Erdélyi, Tibor Burka, Imre Bodor, Barna Bradanovits, Szilárd Kiss
- 1998–2001 Szilárd Kiss, Mihály Velky
- 2001–2002 Mihály Velky
- 2002–2004 Lajos Török, Igor Zubjuk
- 2004–2005 János Gyurka
- 2005–2006 László Kovács, Igor Zubjuk
- 2006–2009 Mihály Velky, Igor Zubjuk
- 2009–2010 Mihály Velky, Igor Zubjuk, László Sótonyi
- 2010–2011 László Sótonyi
- 2011–2014 László Sótonyi, László György
- 2014–2020 István Csoknyai
- 2020–2024 László György
- seit 2024 Ákos Kis

## Bekannte ehemalige Spieler
- Bence Bánhidi
- Bendegúz Bóka
- Ádám Borbély
- Rudolf Faluvégi
- Nándor Fazekas
- Péter Gulyás
- Mátyás Győri
- János Gyurka
- Péter Hornyák
- Tamás Iváncsik
- Attila Kotormán
- Patrik Ligetvári
- Dominik Máthé
- Árpád Mohácsi
- István Pásztor
- Pedro Rodríguez Álvarez
- Timuzsin Schuch
- János Szathmári
- Zoltán Szita
- Márton Székely
- Balázs Szöllősi
- Csaba Tombor
- Petar Topić
- Uroš Vilovski
- Stanislav Kašpárek
- Radivoje Ristanović